# Charles-Ernest Guignet
Charles-Ernest Guignet (né le 18 janvier 1829 à Giey-sur-Aujon, mort le 7 novembre 1906 à Barcelone) est un chimiste et haut fonctionnaire français. Il a caractérisé un pigment non toxique, la « viride », alternative au vert de Schweinfurt.

## Biographie
Fils du fabricant de porcelaines François Guignet, il suit à l'École Polytechnique les cours de chimie de Chevreul, qui le recrute comme aide-préparateur à sa sortie de l'École d'application de Metz. En 1854, il se voit proposer le poste de directeur des teintures de la manufacture des Gobelins. Par un graveur d'eaux-fortes parisien, Ch. Pannetier, il apprend l'existence d'une poudre colorante verte obtenue par action d'un acide sur une plaque de chrome. Par l'analyse chimique, il reconnaît dans ce pigment nouveau un oxyde vert de chrome, dit viride, qui, exploité par l'industriel Binet, va trouver des débouchés importants dans la fabrication des indiennes et des papiers peints. Ses recherches sur les colorants, et particulièrement les alternatives aux « verts arsenicaux » du type vert de Schweinfurt, lui valent le prix Montyon des arts insalubres en 1863.
En septembre 1870, il est nommé sous-préfet de Langres mais revient à ses études scientifiques en février 1871,. Il s'embarque en 1884 pour l'Argentine, enseigne la chimie à l'École polytechnique de Rio de Janeiro puis prend la succession de son maître Chevreul à la chaire de chimie du Muséum national d'histoire naturelle.